# Ruchocinek
Ruchocinek – wieś w Polsce, położona w województwie wielkopolskim, w powiecie gnieźnieńskim, w gminie Witkowo.
1973–1976 w gminie Powidz.
W latach 1975–1998 miejscowość administracyjnie należała do województwa konińskiego.

## Integralne części wsi
| SIMC    | Nazwa   | Rodzaj    |
| ------- | ------- | --------- |
| 0300802 | Głożyny | część wsi |

## Historia
W XIX w. właścicielem wsi był Franciszek hr. Żółtowski. W Ruchocinku przed laty eksploatowano pokłady rudy darniowej, glinę i margiel wapienny. Działała też cegielnia.

## Znani mieszkańcy
- Jakub Józef Stanowski (ur. 1818 r., zm. 1889 r.) – lekarz weterynarii, profesor Wyższej Szkoły Rolniczej w Żabikowie, ziemianin, uczestnik rewolucji 1848 r., działacz PTPN, ciężko ranny podczas Wiosny Ludów
- Witold Jeszke – urodzony w Ruchocinku, działacz tajnego Towarzystwa Tomasza Zana w Gnieźnie, poseł, senator, prawnik, adwokat, żołnierz Zapasowej Brygady Karpackiej